# Kevin Smith (acteur néo-zélandais)
Pour les articles homonymes, voir Smith et Kevin Smith.
Kevin Smith est un acteur néo-zélandais, né le 16 mars 1963 à Auckland (Nouvelle-Zélande), mort le 15 février 2002  à Pékin (Chine).

## Biographie
Kevin Smith a débuté avec l'ambition d'être un joueur de rugby à XV, mais des blessures l'ont poussé à se diriger ailleurs. Après des auditions pour le rôle d'Elvis dans la comédie musicale Are You Lonesome Tonight ?, Kevin a accepté le rôle. Il était pris par la passion d'acteur.
Il a joué le rôle d'Arès, le demi-frère d'Hercule dans la série télévisée Hercule (1994) ainsi que dans ses spin-off Hercule contre Arès et Xena, la guerrière.
Il est mort à la suite de la chute d'un échafaudage sur le plateau du film Warriors of Virtue: The Return to Tao qu'il était en train de tourner.
Kevin Smith laisse derrière lui sa femme Sue et leurs trois garçons.
Le film Warriors of Virtue: The Return to Tao est son dernier film. Il se blessa au cours de ce film, qui lui lui est dédié et lui rend hommage : « For our friend Kevin who represented the best of evry virtue ».

## Filmographie
- 2003 : Riverworld, le monde de l'éternité : Valdemar.
- 2002 : Magic Warriors 2 : Retour à Tao
- 1995-2001 : Xena, la guerrière : Arès
- 1999 : Channelling Baby : Geoff
- 1998-1999 : Hercule contre Arès : Arès
- 1998 : Hercule et Xena (voix)
- 1998 : Flatmates (TV)
- 1995-1999 : Hercule : Arès
- 1993 : Desperate Remedies : Lawrence Hayes
- 1991 : Mon Désir